# Рис'я (Архангельська область)
Рис'я (рос. Рысья) — присілок в Котлаському районі Архангельської області Російської Федерації.
Населення становить 11 осіб. Входить до складу муніципального утворення Котласький муніципальний округ.

## Історія
До 2022 року входило до складу муніципального утворення Приводинське поселення.

## Населення
| 2002 | 2010 | 2012 |
| ---- | ---- | ---- |
| 21   | ↘14  | ↘11  |